# 오쿠야마 카즈사
오쿠야마 카즈사(일본어: 奥山 かずさ 오쿠야마 가즈사[*], 1994년 3월 10일~) 일본 여자의 모델, 배우이다.
아오모리현 미사와시 출신이며 초등학교 시절에는 야구 선수로, 중학교·고등학교 재학 시절에는 소프트볼 선수로 활동했다. 미야기 교육 대학에 입학하면서 미야기현 센다이시로 이주했고 미야기 교육 대학에서 초등교육 교원 과정을 졸업했다. 대학 재학 시절에는 치어리더로도 활동했다.
센다이시에서 연예 기획사인 MOC 모델 에이전시에 스카웃되면서 모델로 데뷔했고 2014년에는 《주간 영 점프》가 주최한 《걸 콘서트 2014》에 참가하여 준우승을 차지했다. 2014년에는 센다이시에서 열린 패션쇼인 센다이 컬렉션 모델로 활동했고 2015년부터 2016년까지는 미야기현 시바타군에 위치한 스포츠랜드 SUGO 소속 레이싱 모델로 활동했다. 2016년에는 오스카 프로모션이 주최한 《제1회 미스 아름다운 20대 콘테스트》에서 참가하여 준우승을 차지했다.
2018년에는 TV 아사히에서 방송된 특촬물 텔레비전 드라마 《슈퍼 전대 시리즈》의 《쾌도전대 루팡레인저 vs. 경찰전대 패트레인저》에서 묘진 츠카사 역할을 맡으면서 배우로 데뷔했다. 2020년에 마이니치 방송에서 방송된 텔레비전 드라마 《세대전쟁》에서는 타마가와 아사미 역할을 맡았다.